# Rafiah (schip, 1898)
De Rafiah was een in 1898 gebouwd stoomschip. In 1946 deed het dienst in de Aliyah Bet, de illegale immigratie van Joden naar het Mandaatgebied Palestina. Het schip was vernoemd naar Rafah in de Gazastrook, waar sinds juni 1946 Haganastrijders werden geïnterneerd in een Brits deportatiekamp.

## Geschiedenis

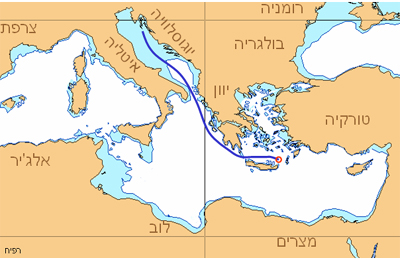
De reis van de Rafiah

Op 26 november 1946 vertrok de Rafiah vanuit Bakar in Joegoslavië met 785 immigranten aan boord. Vlak bij het Griekse eiland Syrna raakte het schip op 5 december verzeild in een storm en trachtte het de kust te bereiken. Het raakte een rots voor de kust en zonk in een korte tijd. Acht immigranten verdronken, de rest wist de kust te bereiken. De aanwezige Gideoni (marconist) zocht contact met de Hagana, waarop haar koepelorganisatie, de Jewish Agency for Palestina, de Royal Navy inschakelde voor hulp.
Op 7 december dropte een Brits vliegtuig hulpgoederen voor de overlevenden. Een dag later arriveerde een Grieks marineschip en vervoerde de bemanning en 21 zieken en gewonden naar Rodos. Op 9 december arriveerden twee Britse marineschepen en pikten de opvarenden op. Allen werden gedeporteerd naar de interneringskampen in Brits Cyprus. De Jewish Agency ontving van de Royal Navy een rekening voor de reddingsactie, maar heeft deze nooit betaald.